# Wissenschaftsjahr 1520
Liste der Wissenschaftsjahre

◄◄ | ◄ | 1516 | 1517 | 1518 | 1519 | Wissenschaftsjahr 1520 | 1521 | 1522 | 1523 | 1524 | ►

Weitere Ereignisse
Dieser Artikel behandelt das Wissenschaftsjahr 1520.

## Ereignisse

### Geowissenschaften

#### Geographie / Entdeckungen
- Vor seinem Tod am 16. März 1520 stellt Martin Waldseemüller seine im Jahr 1511 begonnene Carta itineraria europae fertig. Es handelt sich dabei um eine gesüdete Karte (Beschriftung teilweise genordet), die Europa abbildet. Des Weiteren stellt sie alle Wappen der damaligen Staaten und Untertanenlande des deutschen Kaisers Karl V. dar und ist diesem auch gewidmet.
- Der portugiesische Seefahrer Ferdinand Magellan setzt 1520 die im Vorjahr begonnene erste historisch belegte Weltumsegelung fort. 
  - Am 10. Januar erreicht die sich an der Küste Südamerikas südlich des späteren Rio de Janeiro langsam nach Süden vortastende Expedition Río de la Plata. Sie verbringt dort etwa einen Monat auf der Suche nach einer Meerespassage nach Westen.
  - Am 30. März gelangt die Expedition nach Puerto San Julián. Hier soll überwintert werden. Wegen der zur Neige gehenden Vorräte lässt Magellan die Essensrationen kürzen.
  - Am 1. April bricht eine Meuterei aus, die nur mit Mühe niedergeschlagen werden kann.
  - Am 22. Mai erleidet die Santiago auf einer Erkundungsfahrt Schiffbruch.
  - Am 21. August bricht die Expedition von ihrem Winterquartier in Puerto San Julián auf und erreicht am 21. Oktober die erhoffte Passage. Auf der San Antonio, dem größten Schiff der Flotte, bricht neuerlich eine Meuterei aus und das Schiff kehrt nach Spanien zurück.
  - Am 21. Oktober sichtet Ferdinand Magellan ein Kap, das er nach dem Tag der Entdeckung Cabo Vírgenes nennt. Das Jungfrauenkap liegt in der heutigen Región de Magallanes y de la Antártica Chilena am Eingang der später nach ihm benannten Magellanstraße.
  - Ein schwerer, mehr als 36 Stunden dauernder Sturm treibt am 1. November zwei seiner Schiffe in eine Bucht, die sich im weiteren Verlauf als Durchfahrt vom Atlantischen zum Pazifischen Ozean erweist. Ein Landungstrupp wird zur Nordküste geschickt. Doch außer einer alten Grabstätte mit zweihundert menschlichen Skeletten können die Matrosen nichts Wesentliches entdecken. Im Süden der Meerenge sehen sie hingegen, wie Antonio Pigafetta, der Chronist Magellans, berichtet, des Nachts vom Schiff aus viele Feuer. Der Generalkapitän nennt das Land entsprechend Tierra del Fuego, Land des Feuers.
  - Am 28. November durchfährt Ferdinand Magellan die später nach ihm benannte Meeresstraße an der Südspitze Amerikas und erreicht nach vielen widrigen Stürmen den von Magellan so getauften Pazifischen Ozean.

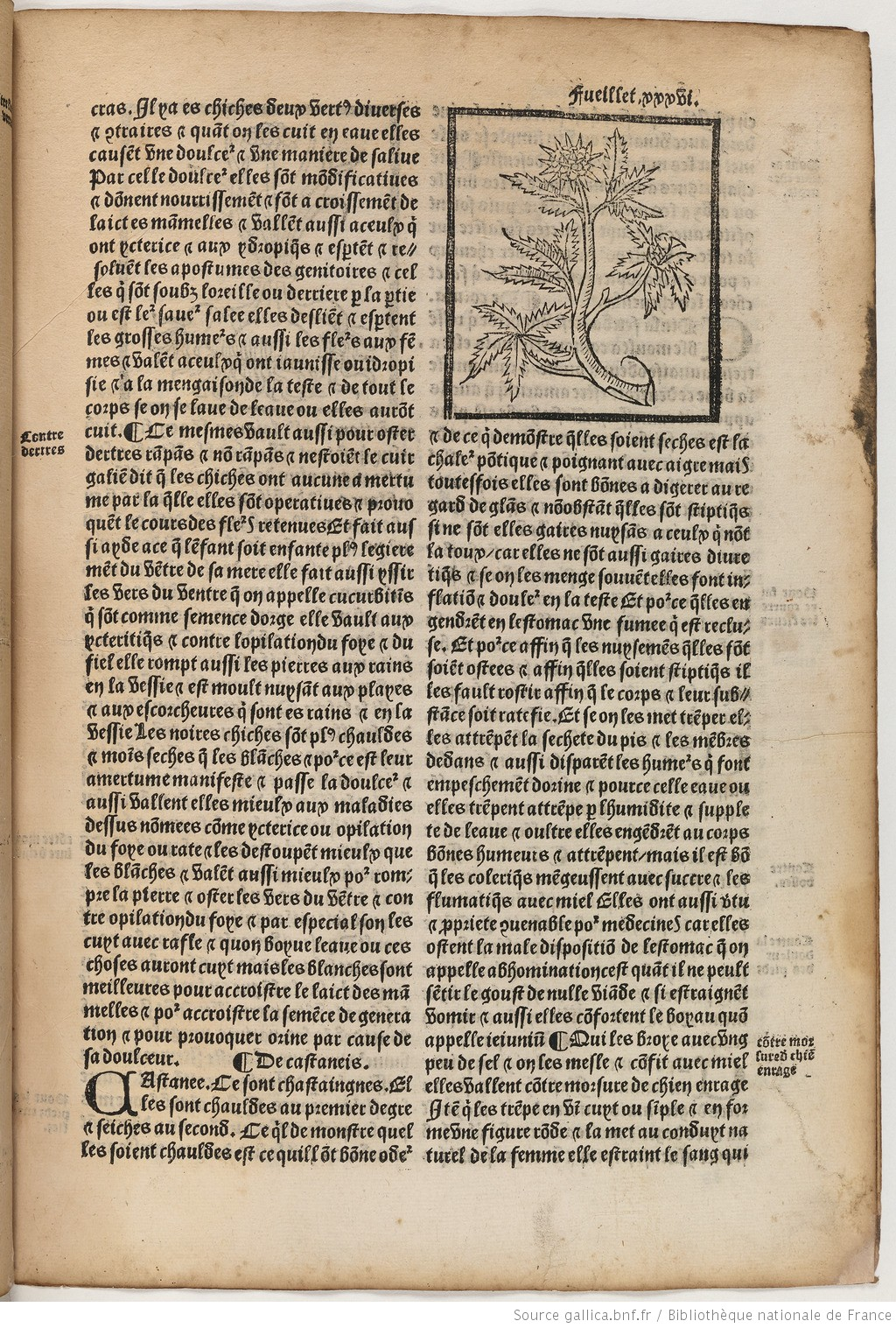
Seite aus Le Grant Herbier (1520)

### Biowissenschaften

#### Biologie

##### Botanik
- In Paris wird das Buch Le Grant Herbier („Das große Kräuterbuch“) veröffentlicht.

### Geisteswissenschaften

#### Pädagogik
- 11. Oktober: Der Rat der Stadt Frankfurt am Main beruft Wilhelm Nesen zum ersten Rektor der neu gegründeten Lateinschule.

## Geboren

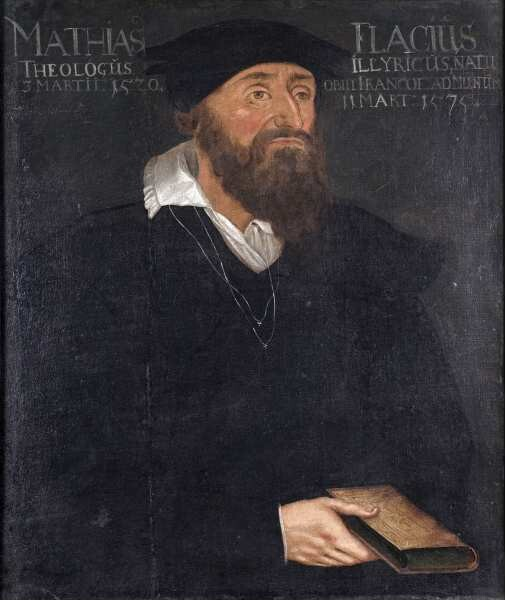
Matthias Flacius; * 3. März

### Geburtsdatum gesichert
- 03. März: Matthias Flacius, lutherischer Theologe und Reformator († 1575)
- 18. April: Christoph Lersner, deutscher Rechtswissenschaftler, Verwaltungsjurist und Hochschullehrer († 1603)
- 17. September: Laurentius Lindemann, deutscher Rechtswissenschaftler und sächsischer Staatsmann († 1585)

### Genaues Geburtsdatum unbekannt
- Johannes Acronius Frisius, westfriesischer Gelehrter, Arzt, Astronom und Mathematiker († 1564)
- Agatha Streicher, überregional bekannte Ärztin in der Reichsstadt Ulm († 1581)

### Geboren um 1520
- Jacob Beurlin, deutscher evangelischer Theologe und Reformator († 1561)

## Gestorben

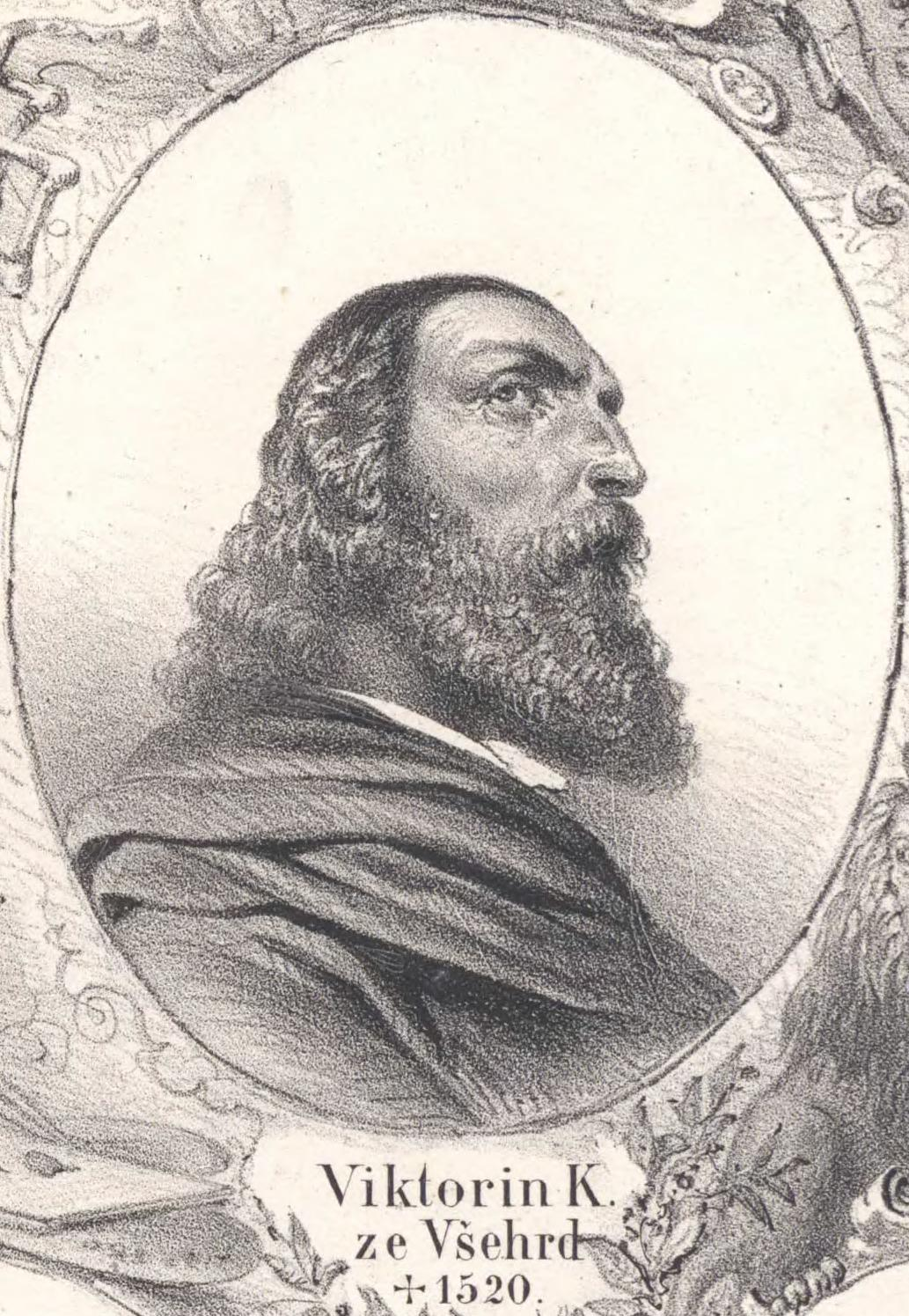
Viktorin Kornel ze Všehrd; † 21. September

### Todesdatum gesichert
- 16. März: Martin Waldseemüller, deutscher Kartograf, prägte den Namen America (* um 1472/1475)
- 30. Mai: Claude de Seyssel, französischer Humanist, Jurist, Philologe, Herausgeber, Autor, Bischof und Theologe (* 1450)
- 31. Mai: Johannes Aesticampianus, sorbischer Gelehrter, Theologe und Humanist, poeta laureatur (* 1457)
- 24. Juli: Petrus de Scotia, schottischer Theologe und Rektor der Universität Kopenhagen (* 1450)
- 21. September: Viktorin Kornel ze Všehrd, tschechischer Schriftsteller, Rechtsanwalt, Humanist und Dekan der Prager Universität (* 1460)

### Genaues Todesdatum unbekannt
- İdris-i Bitlisî, osmanischer Historiker (* zwischen 1452 und 1457)
- Pedro Álvares Cabral, portugiesischer Seefahrer und Entdecker (* um 1468).